# 坂本結菜
坂本 結菜（さかもと ゆな、2004年4月8日 - ）は慶應義塾大学に在学する日本の女子大生タレント。

## 来歴
母親に勧められてフジコーズ2期生募集オーディションに締切1時間前で応募。見事合格し、2023年10月20日放送分から「オールナイトフジコ」（フジテレビ）に出演。

## 人物
- 愛称は、ゆなち、ゆなさん
- 大学には指定校推薦で入学。
- 好きな食べ物はラーメンで、1人でラーメン屋に入ったりするほどである。
- 好きな動物は犬（シナモロール）とモモンガ（ちいかわ）
- 好きな色はピンク
- おすすめの本は齊藤なぎさの写真集
- おすすめの映画は『ラブライブ!The School Idol Movie』
- 好きな給食のメニューは鯖の味噌煮とクレープ
- 今ハマっているものはスイカゲーム
- 異性の好きな仕草は気持ちを素直に伝えてくれるところ
- 一番の宝物は今までの経験[2]

- 好きな言葉は一期一会
- 趣味はアイドル・アニメ・ゲーム
- 特技は人狼ゲーム・ポジティブ変換[3]

- 小学3年生の時に『ラブライブ！』の矢沢にこに一目ぼれしたのがきっかけでアイドルファンになって以降、アイドルファンである[1]。

- 一番の推しであり、憧れの人は齊藤なぎさ（元=LOVE）。同じく憧れの人として青山なぎさの名前も挙げている。
- 好きなポケモンはポカブ。
- 好きなお酒はビール🍺。

## 出演

### テレビ
- オールナイトフジコ（2023年10月20日 - 2025年3月、フジテレビ）
- 2023 FNS歌謡祭 第2夜（2023年12月13日、フジテレビ）

### イベント
- オダイバ!!超次元音楽祭フユフェス2024（2024年2月24日・25日、ぴあアリーナMM）
- マイナビTOKYO GIRLS COLLECTION 2024 SPRING/SUMMER（2024年3月2日、代々木第一体育館）[4]
- AGESTOCK2024（2024年3月3日、代々木第一体育館）
- 富士SUPER TEC 24時間レース（2024年5月25日、富士スピードウェイ）
- TOKYO IDOL FESTIVAL 2024（2024年8月2日・3日、お台場青海周辺エリア）
- れもゆなオフ会（2024年8月25日、しもきたドーン）[5]

### 雑誌
- BOMB 2024年3月号（2024年2月8日発売、ワン・パブリッシング）[6]

### ラジオ
- DJ Tomoaki's Radio Show!（下北FM、2023年12月21日、2024年1月18日・2月15日・3月21日・4月18日・5月16日）[7][8][9][10][11][12]
- レコメン？（2024年10月25日、文化放送）[13]